# Fraizer Campbell
Fraizer Campbell (Huddersfield, 13 september 1987) is een Engels voetballer die doorgaans als aanvallerspeelt. Hij tekende in augustus 2019 bij Huddersfield Town, dat hem transfervrij inlijfde na het aflopen van zijn contract bij Hull City. Frazier debuteerde in 2012 in het Engels voetbalelftal.
In het seizoen 2004/05 was Campbell met veertien doelpunten topscorer binnen de Manchester United Academy. Het volgende seizoen stond Campbell vaak opgesteld bij de reserves van Manchester United, die kampioen werden, het play-off shield en de Manchester Senior Cup wonnen. Hij speelde veertien wedstrijden en maakte negen doelpunten.
In het seizoen 2006/07 werd de spits, samen met enkele andere Manchester-jongeren, uitgeleend aan Royal Antwerp FC. Daar scoorde hij 24 keer in 38 wedstrijden.
Na zijn periode bij Antwerp werd hij uitgeleend aan Hull City, dat toen in de Championship speelde. Hier maakte hij vijftien doelpunten in 34 wedstrijden. Het seizoen erop werd hij uitgeleend aan Tottenham Hotspur, waar hij tevreden moest zijn met een plaats op de bank.
In 2009 vertrok hij definitief bij Manchester en tekende hij een contract bij Sunderland.

## Clubstatistieken[1]
| Seizoen | Club                       | Competitie        | Duels | Goals |
| ------- | -------------------------- | ----------------- | ----- | ----- |
| 2004/05 | Manchester United Academy  | Vlag van Engeland | 22    | 14    |
| 2005/06 | Manchester United Reserves | Vlag van Engeland | 14    | 9     |
| 2006/07 | → Antwerp FC               | Tweede klasse     | 31    | 21    |
| 2007/08 | Manchester United          | Premier League    | 1     | 0     |
| 2007/08 | → Hull City                | Championship      | 34    | 7     |
| 2008/09 | Manchester United          | Premier League    | 1     | 0     |
| 2008/09 | → Tottenham Hotspur        | Premier League    | 10    | 1     |
| 2009/10 | Sunderland                 | Premier League    | 31    | 4     |
| 2010/11 | Sunderland                 | Premier League    | 3     | 0     |
| 2011/12 | Sunderland                 | Premier League    | 12    | 1     |
| 2012/13 | Sunderland                 | Premier League    | 12    | 1     |
| 2012/13 | Cardiff City               | Premier League    | 12    | 7     |
| 2013/14 | Cardiff City               | Premier League    | 37    | 6     |
| 2014/15 | Crystal Palace             | Premier League    | 20    | 4     |
| 2015/16 | Crystal Palace             | Premier League    | 11    | 0     |
| 2016/17 | Crystal Palace             | Premier League    | 12    | 1     |
| 2017/18 | Hull City                  | Championship      | 36    | 6     |
| 2018/19 | Hull City                  | Championship      | 39    | 12    |
| 2019/20 | Huddersfield Town          | Championship      | 0     | 0     |

## Interlandcarrière
Campbell debuteerde op 29 februari 2012 in het Engels voetbalelftal. Daarmee verloor hij die dag met 2-3 van Nederland. In de slotfase van dat duel viel hij in voor Danny Welbeck.

## Erelijst
| Competitie            |                   |                   |                   |                   |
| Competitie            | Aantal            | Jaren             |                   |                   |
| Manchester United     | Manchester United | Manchester United | Manchester United | Manchester United |
| --------------------- | ----------------- | ----------------- | ----------------- | ----------------- |
| FA Community Shield   | 1x                | 2008              |                   |                   |
| Cardiff City          |                   |                   |                   |                   |
| Kampioen Championship | 1x                | 2012/13           |                   |                   |

1 Nicholls ·
2 Sørensen ·
3 Ruffels ·
4 Pearson ·
5 Helik ·
6 Hogg  ·
7 Marshall ·
8 Wiles ·
9 Radulovic ·
10 Koroma ·
11 Healey ·
12 Maxwell ·
13 Chapman ·
14 Miller ·
15 Headley ·
16 Kane ·
17 Spencer ·
18 Kasumu ·
19 Ladapo ·
20 Turton ·
21 Evans ·
23 Lonwijk ·
24 Balker ·
25 Ward ·
28 Iorpenda ·
32 Lees ·
41 Hodge ·
Ayina ·
Coach: Duff